# نفطال
نفطال:أو Naftal هي شركة عمومية جزائرية تابعة لمجموعة سوناطراك بنسبة 100% مجال نشاطها نقل إنتاج وتوزيع كل أنواع الوقود.

## التسمية
اشتقت تسمية الشركة من كلمة نفط NAFT والتي تعني النفط، وAL:الحرفان الأولان من كلمة الجزائر باللاتينية [ALgérie]

## التاريخ
تأسست نفطال في 6 أبريل 1981 بموجب المرسوم رقم 80/101 باسم الشركة الوطنية لتكرير وتوزيع المنتجات البترولية (ERDP)، وهي شركة اشتراكية ذات طبيعة اقتصادية، وذلك عن طريق نقل الاحتكار والسلع المملوكة أو المدارة من قبل سوناطراك. بدأت في النشاط في 1 يناير 1982، وهي مسؤولة عن صناعة تكرير المحروقات السائلة وتوزيع المنتجات المكررة في السوق الجزائرية. في 5 فبراير 1983، بموجب مرسوم رقم 83-112 إلى نفطال.
في 25 أغسطس 1987، أُصدر المرسوم رقم 87-190 مُتضمنًا إنشاء المؤسسة الوطنية لتكرير المنتوجات البترولية تحت الاسم المختصر نافتيك (Naftec)، والتي انتقل إليها نشاط التكرير واحتفظت نفطال بتسويق وتوزيع المنتجات البترولية ومشتقاتها.
في 18 أبريل 1998، تغيرالوضع للقانوني للشركة إلى شركة ذات أسهم تابعة لمجموعة سوناطراك برأس مال قدره 6،650،000،000 دج. وفي 29 يوليو 2002 إرتفع رأس المال من 6.65 مليار دج إلى 15.65 مليار دج.
في عام 2007، عين محمد مزيان، الرئيس التنفيذي لشركة سوناطراك آنذاك، سعيد عكريتش على رأس شركة نفطال.
في عام 2014، افتتحت شركة نفتال أول محطة وقود تعمل بالغاز الطبيعي المضغوط.
في عام 2015، عُين حسين ريزو رئيسًا تنفيذيًا بدلاً من سعيد اكرتش.
في مايو 2017، تورط حسين ريزو، الرئيس التنفيذي للشركة، في فضيحة حول وجود مقطع فيديو لا أخلاقي متورط فيه. والتي أدت إلى احتجاجات عارمة قادها عمال المؤسسة للمطالبة باستقالته. في 31 مايو، أُقيل حسين ريزو من منصبه كرئيس مجلس إدارة ومدير تنفيذي للشركة. لكنه ادعي البراءة.
في أكتوبر 2017، أعلنت إدارة شركة نفطال أنها عزلت حسين ريزو وعينت رسميًا رشيد نادر مكانه، والذي أصبح بالتالي الرئيس التنفيذي الجديد. وكان الأخير قد عين فعليًا رئيساً تنفيذياً مؤقتاً في مايو 2017. وأقيل رشيد نادر في يونيو 2019 وحل محله بلقاسم حرشاوي.

## البنية التحتية التشغيلية

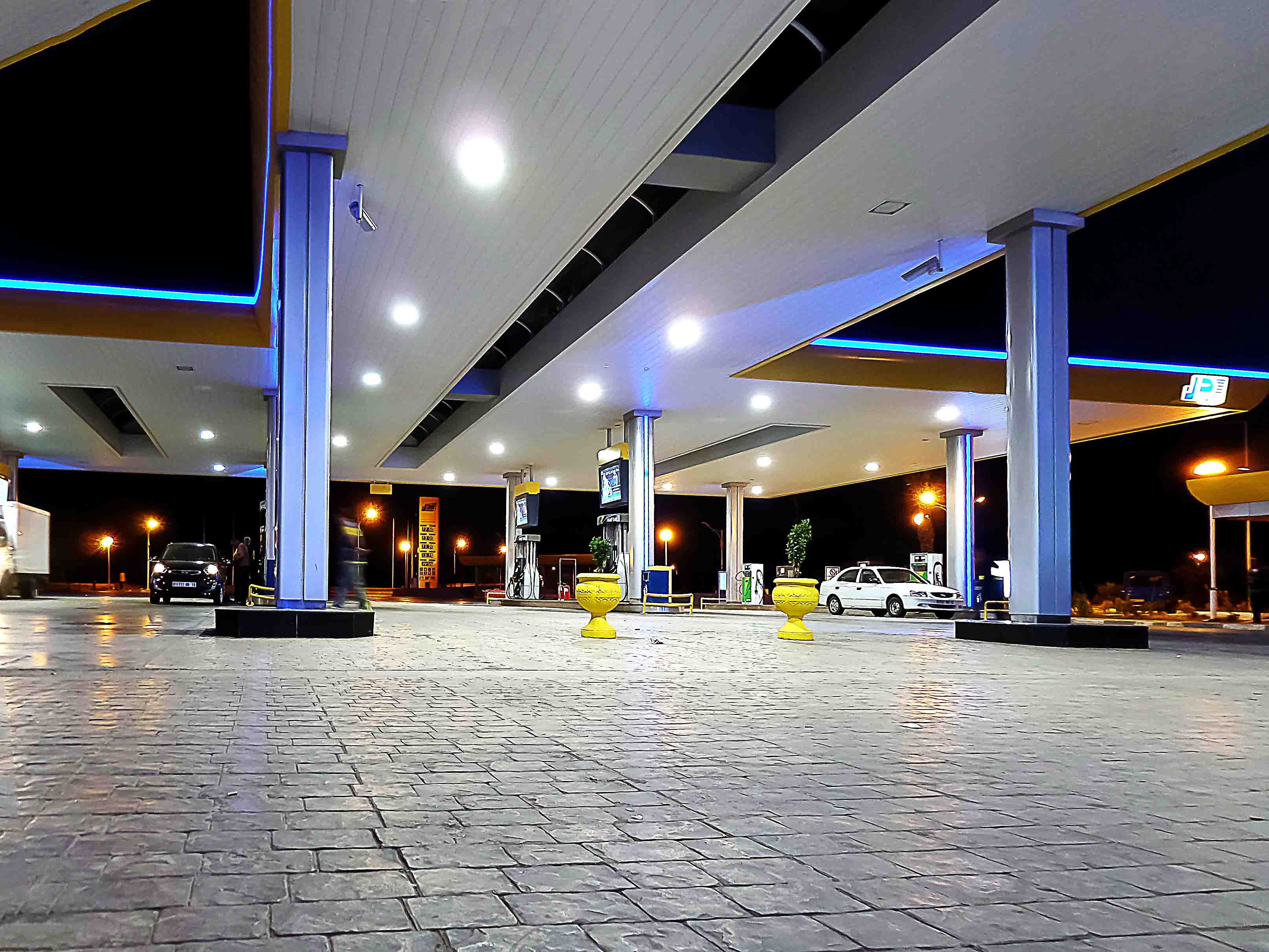
محطة خدمة نفطال في سيدي يعقوب.

لشركة نفطال بنية تحتية تشغيلية متمثلة في:
- 41 مستودع وقود أرضي
- 42 مركزًا ومركزًا صغيرًا لغاز البترول المسال
- 09 مراكز صب غاز البترول المسال
- 47 مستودعات التقوية
- 30 مركز ومستودع للملاحة الجوية
- 06 مراكز بحرية
- 15 مركز للقار
- 24 مركزًا للزيوت والإطارات
- شبكة مواسير بطول (2،720 كم).
- أسطول مكون من 3300 شاحنة
- شبكة من 2010 محطة خدمة في جميع أنحاء البلاد.

[[Fichier:Naftal Zeralda - panoramio.jpg|وصلة=https://fr.wikipedia.org/wiki/Fichier:Naftal_Zeralda_-_panoramio.jpg%7Cتصغير%7Cمدخل محطة نفطال على الطريق السيار في زرالدة]]

## إمكانياتها
تحتوي على شبكة واسعة تغطي كافة القطر الجزائري لإنتاج وتكرير وتوزيع كل أنواع الوقود تبقى هذه المؤسسة بدون منافس
وهي شركة ذات أسهم برأسمال 15,650,000,000,00 دج
أقسام نفطال:

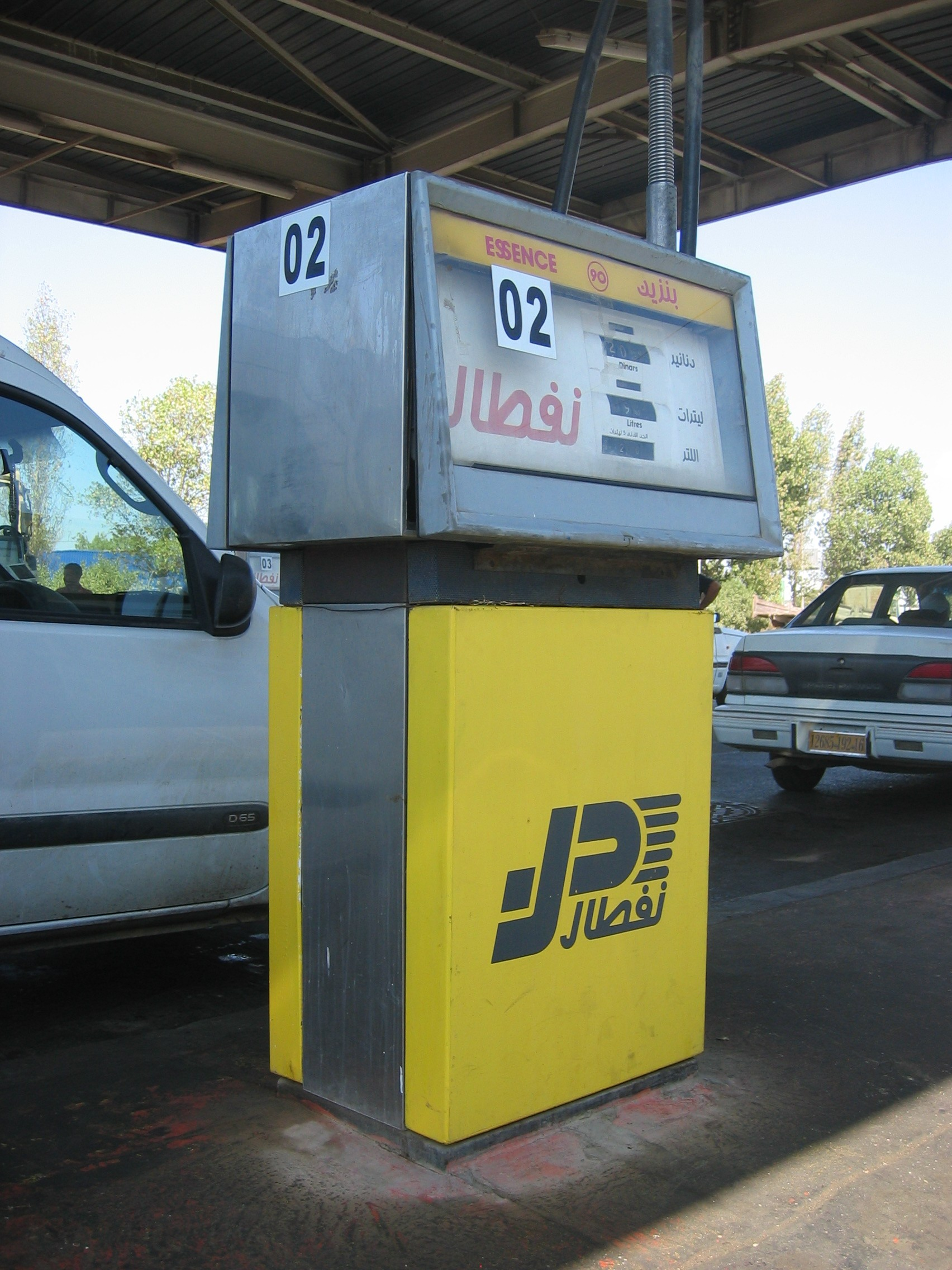

نفطال مهنتها الأساسية القيام بتوزيع المواد البترولية المختلفة قسمت إلى أربع أقسام:
- منطقة الوقود، الزيوت والمطاطCLP
- منطقة الزفتAVM
- وحدة نفطال للطائرات والموانئPITME
- منطقة غاز البترول المميع

مركبات نفطال:منها مركب قسنطينة الذي يتربع 48 هكتار ويحتوي على 658 عامل بين 587 عامل دائم و 71 عامل مؤقت، كل مركب مكون من مختلف مراكز التخزين وهذه المراكز مسيرة من قبل عمال متخصصين في هذا المجال
هذا التوزيع المفروض للمركبات منظم تحت إشراف مديرية مقسمة إلى عدة هياكل وأقسام ومصالح تحتوي على ثلاث مراكز

## إدارة الشركة
يدير نفطال رئيس مجلس الإدارة والرئيس التنفيذي وهم كالآتي:
- حسين تشيكيرد (1999-2001)
- أكلي ريميني (2001-2005)
- صلاح شروانة (2005-2007)
- سعيد اكرتش (2007-2015)[7][11]
- حسين ريزو (2015-2017)[10]
- رشيد نديل (2017-2019) [18]
- بلقاسم حرشاوي (2019-2020) [19][20]
- كامل بن فريحة (منذ فبراير 2020)[1][2]

## شعار الشركة

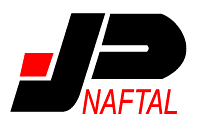
1981-1987
1987-1999
الشعار الحالي

## وصلات خارجية
- -[www.naftal.dz/fr/ الموقع الرسمي لنفطال]